# 情诫
《情诫》是华语歌手王菲在1998年发行的一首粤语歌曲，由林夕作词、Adrian Chan作曲，收录在王菲的国语大碟《唱游》之中。
这首歌曲的国语版本《色诫》同样由林夕填词，收录在同一张专辑中，编曲略有差异。
这是一首香港四台冠军歌曲，并获得四台联颁音乐大奖的四台联颁音乐歌曲大奖。

## 创作背景
陈伟文曾在采访中回忆《情诫》的创作背景：
 很記得那時在客廳欄了一個角落，用幾部sound module，一部琴開著一個Akai harddisk recorder工作，情景仍然歷歷在目。製作這首歌的靈感來自Massive Attack的風格，我很快就把這首歌寫好然後給監製聽，監製還沒聽清楚王菲就聽懂了，而且馬上要了。當時很開心，因為有知音人。那時的demo沒人唱的，只有flute melody。做loop的時候，變換速度時候會變調，只好自己detune，不像現在audio能跟MIDI的速度變化。所以我做音樂喜歡用盡自己方法去做，資源不多的情況下，就不會依賴硬件了。 

## 评价
搜狐音乐对《情诫》与该歌曲的国语版《色戒》做对比，认为《情诫》的编曲、配乐等更加丰富，并且突出了其R&B特质，在听感上更为讨巧；并认为林夕的填词“细腻温婉”但不乏“犀利警醒”，在一定程度上影射了王菲1999年的婚变。
并且在评价王菲次年专辑《只爱陌生人》时，搜狐音乐认为歌曲《蝴蝶》是基于《情诫》饱受欢迎的基础上，陈伟文为王菲所作的又一以R&B风格为底色的歌曲。
《当代歌坛》评价林夕为《情诫》所作歌词十分犀利，可尽管搭配上陈伟文“大气”的旋律也只堪称“完好”，必要搭配上王菲“空灵飘渺”的声线才堪称完美。

## 奖项
| 年份   | 颁奖礼                 | 奖项                 | 结果 |
| 1998年 | 十大中文金曲颁奖音乐会 | 十大中文金曲奖       | 獲獎 |
| 1998年 | 劲歌金曲颁奖典礼       | 十大劲歌金曲奖       | 獲獎 |
| 1998年 | 叱咤乐坛流行榜颁奖礼   | 专业推荐叱咤十大歌曲 | 獲獎 |
| 1998年 | 新城劲爆颁奖礼         | 劲爆歌曲             | 獲獎 |
| 1998年 | 四台联颁音乐大奖       | 歌曲大奖             | 獲獎 |

## 香港派台成绩
| 903專業推介 | RTHK龍虎榜 | TVB勁歌金曲排行榜 | 997新城劲爆流行榜 |
| ----------- | ---------- | ----------------- | ----------------- |
| 1998年      |            |                   |                   |
| 1           | 1          | 1                 | 1                 |

- 四台冠军歌